# Cidariplura
Cidariplura là một chi bướm đêm thuộc họ Erebidae.